# Donje Makojišće
Donje Makojišće falu Horvátországban Varasd megyében. Közigazgatásilag Novi Marofhoz tartozik.

## Fekvése
Varasdtól 19 km-re dél-délnyugatra, községközpontjától 4 km-re délnyugatra az Ivaneci-hegységben fekszik.

## Története
A Lonja (Gradišće I és Gradišće II) régészeti lelőhely leleteinek tanúsága szerint a falu területe már az őskorban is lakott volt. A lelőhely dombjainak stratégiai helyzete, a környező területek ellenőrzésének lehetősége, a nyugati, szinte függőleges lejtő által védett fennsík, a minőségi ivóvíz közelsége és a lábánál vezető természetes út már az őskortól fogva vonzotta az embert az itteni letelepedésre. A lelőhely két dombra terjed ki, melyeket a kőrézkor, a késő bronzkor, valamint a kora és a késő vaskor idején is laktak. Az őskori rétegek mellett, a lelőhely jelentőségét főként az ókori épületmaradványok határozzák meg, amely a megye egyetlen olyan ismert ókori épületegyüttese, amelyet magas fekvésű, megerősített helyen fedeztek fel.
A falunak 1857-ben 324, 1910-ben 647 lakosa volt. A trianoni békeszerződésig Varasd vármegye Novi Marofi járásához tartozott. 2001-ben 174 háza és 586 lakosa volt.